# Hospůdka Na Perlíčku

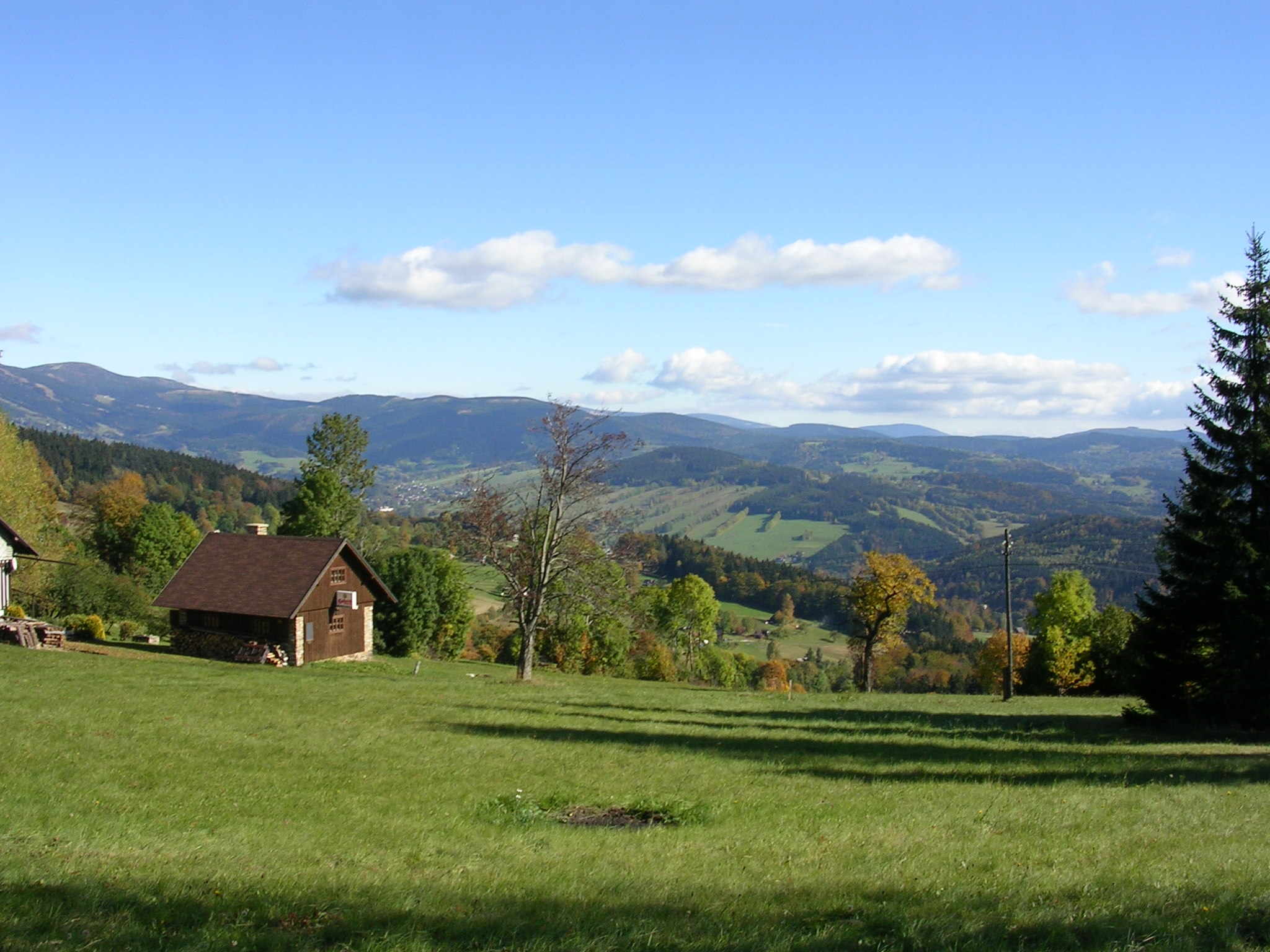
Rozhled od chaty k východu

Horská chata a Hospůdka Na Perlíčku neboli Na Prdku (též zkráceně Prdek) je hospoda a horská chata v Krkonoších v katastru obce Paseky nad Jizerou.
Objekt chaty čp. 222 se nachází přímo uprostřed netknuté přírody na pomezí Krkonošského národního parku a CHKO Jizerské hory, v nadmořské výšce 820 metrů nad mořem. Katastrálně patří do obce Paseky nad Jizerou, ale prakticky leží na jejím okraji uprostřed mezi obcemi Paseky nad Jizerou a Rejdice. Leží 80 m od stejnojmenného rozcestí „Na Perlíčku“, kterým prochází žlutá a zelená turistická trasa a cyklistické trasy č. 3018 a K3, 3085. V zimě podél chaty vede upravovaná běžkařská trasa a poblíž modrá sjezdovka zvaná „Prdecká magistrála“ Ski areálu Paseky nad Jizerou.

## Historie
Stavení, které je dnes známé jako hospoda, bývalo původně kovárna. Tím se také vysvětluje pozdější jméno „Na Perlíčku“, které je spojeno jak se současnou hospodou, tak i s přilehlým rozcestím. Místní „pověst“ traduje, že první majitel domu čp. 222 Augustin Štěpánek si jej stavěl zpočátku jen coby malé stavení a na četné dotazy kolemjdoucích, co že to staví, odpovídal: „Ále, jen takovej prdek!“. Není tedy divu, že také tento název místu zůstal. Dokonce i majitelům Štěpánkovým se pak často říkalo „Prdečtí“. Syn Augustina Štěpánka Hugo se rozhodl, že si Na Prdku zřídí hospodu. Není známo, co ho k tomu vedlo a ani zda kovárnu zavřel a otevřel výčep nebo provozoval oboje najednou. Z hospody Na Perlíčku čili Na Prdku se brzy stala jedna z nejznámějších hospod široko daleko.
Někdy v první třetině až polovině 20. století stávající hospodu významně rozšířil nový majitel, hostinský František Hloušek z Rybnice u Semil. Tento vdovec si k pěti dětem a Prdku přivedl nevěstu Marii z Vlastiboře, z níž se později stala nejpopulárnější hostinská v širokém okolí.
Po válce netrvalo dlouho a (téměř) všechna (po)hostinská zařízení přebírala státní organizace Jednota. Snad díky odlehlosti hospody, její velikosti nebo možná z dobroty srdce… to už asi dnes nezjistíme, ale tehdejší mocní nechali paní Hlouškové koncesi na provozování hostince na dožití. Nevědomky tak dali vzniknout legendě, která byla legendou již za svého života. Paní Hloušková šenkovala Na Prdku bezmála dalších 30 let a to až do své smrti v roce 1982. Za tuto dobu se sem naučilo jezdit mnoho známých i bezejmenných hostů. Chodili sem básníci Antonín Sova a Viktor Dyk, kulturní historik Čeněk Zíbrt či malíř Jaroslav Skrbek. Mezi nejslavnější z nich patřil šéfdirigent České filharmonie Václav Neumann, který zde s přáteli (mj. i ze Svatováclavského sboru v Pasekách) slavil roku 1990 své sedmdesátiny.
I po smrti legendární hostinské zůstal hostinec Na Perlíčku centrem paseckého dění i oblíbeným místem výletníků. Byl provozován alespoň o víkendech ještě řadu let po smrti paní Hlouškové. Provozoval jej její vnuk pan Bohuslav Hloušek, majitel řeznictví v Jablonci nad Nisou. A právě jeho povinnosti v řeznictví zapříčinily omezený provoz. Pan Hloušek totiž vyrážel na Prdek vždy až v sobotu po poledni, poté co skončil svou práci v masném krámku. Nutno však podotknouti, že to jeho hostům vůbec nevadilo. Mnoho lidí může ještě nyní dosvědčit, že jeho dršťková polévka i tlačenka byly opravdu vynikající. Tato epizoda v historii Prdku však byla smutně krátká. Pan Hloušek nečekaně brzy odešel z tohoto světa, a to předznamenalo velké změny jakoby ruku v ruce jdoucí se změnami po pádu komunismu.
Po změně režimu se v Hostinci Na Perlíčku vystřídalo v rychlém sledu několik vlastníků a nájemců. Od roku 2010 prochází objekt hostince rekonstrukcí, která je spojena s přístavbou objektu a připravuje se otevření Minipivovaru Na Perlíčku. To vše za plného provozu.

## Souvislosti
O historii a osudech Pasek, Prdku a blízkého okolí natočil roku 2003 hraný dokument Mír jejich duši režisér Pavel Štingl, velký milovník Pasek. Film natočil podle vzpomínek a kroniky místního kronikáře Drahoslava Waldmanna.
Ve filmu se objevují i záběry hostince.